# 右攝提二
右攝提二（牧夫座τ，τ Boo）是牧夫座的一个双星系统，直径为1.04*106km，视星等为4.51，距离地球约50光年。
牧夫座τ由两颗恒星组成：GJ 527 B（CCDM J13473+1727 B）和牧夫座τ（CCDM J13473+1727 A）。
牧夫座τ可能含有行星牧夫座4 b。
牧夫座τ是在牧夫座內，距離地球大約51光年的一顆黃白色矮星。這個系統也是聯星系統，它的伴星是顆紅矮星。在1999年，確認主星有一顆系外行星環繞著。

## 恆星的伴星
這個系統是一對聯星，主星勢一顆黃白色的矮星 (光譜為F7V)，伴星是顆昏暗的紅矮星 (光譜為M2V)。相較之下，這個系統很接近地球，距離大約只有51光年。在足夠黑暗的場所，以裸眼就能很容易看見主星。
主星，牧夫座τA，是黃白色的矮星，它的質量比我們的太陽略大約20%，所以比太陽熱，也比太陽亮。它的直徑是太陽的1.9倍，年齡大約13億歲。由於它的質量比太陽大，因此他的壽命較短，大約只能活60億歲。牧夫座τ是除了太陽之外，我們能觀察到磁場極性改變的第一顆恆星，他也被懷疑是一顆變星。
牧夫座τB (B是大寫，以與行星有所區別) 是顆暗淡的紅矮星，在240天文單位的距離上圍繞著主星公轉，繞行一周需要花費數千年的時間。

## 行星系統
在1996年發現一顆行星環繞著主星運轉，命名為牧夫座τb。也有一些跡象顯示還有一顆距離更遙遠的行星環繞著這顆恆星。在不尋常的角色逆轉情況下，它顯示牧夫座τ已經將牧夫座τb潮汐鎖定。這顆行星是由傑夫·瑪和R.保羅·巴特勒領導的團隊發現的。
| 成員 (依恆星距離) | 质量            | 半長軸 (AU)    | 轨道周期 (天)       | 離心率        | 傾角 | 半径 |
| ----------------- | --------------- | -------------- | ------------------- | ------------- | ---- | ---- |
| b                 | >4.13 ± 0.34 MJ | 0.0481 ± 0.028 | 3.312463 ± 0.000014 | 0.023 ± 0.015 | —    | —    |

## 外部連結
- . Centre de Données astronomiques de Strasbourg.   [2009-05-15]. （原始内容存档于2011-05-19）.
- . Centre de Données astronomiques de Strasbourg.   [2009-05-15]. （原始内容存档于2011-05-19）.
- . Centre de Données astronomiques de Strasbourg.   [2009-05-15].
- Schirber, Michael. . SPACE.com. 23 May 2005  [2008-06-25]. （原始内容存档于2008-08-04）.
- . The Extrasolar Planets Encyclopaedia.   [2008-06-25]. （原始内容存档于2008-06-01）.
- . SolStation.   [2008-06-25]. （原始内容存档于2008-04-30）.
- . Extrasolar Visions.   [2008-06-25]. （原始内容存档于2007-09-30）.
- . The Planet Project.   [2008-06-25]. （原始内容存档于2008-05-17）.